# لي غروس
لي غروس (بالإنجليزية: Lee Gross)‏ هو لاعب كرة قدم أمريكية أمريكي، ولد في 29 يوليو 1953 في مونتغومري في الولايات المتحدة.

## وصلات خارجية
- لي غروس على موقع مرجع كرة القدم المحترفة.كوم (الإنجليزية)